# James Patterson (attore)
James Patterson (Derry, 29 giugno 1932 – New York, 19 agosto 1972) è stato un attore statunitense.

## Filmografia parziale

### Cinema
- Lilith - La dea dell'amore (Lilith), regia di Robert Rossen (1964)
- La calda notte dell'ispettore Tibbs (In the Heat of the Night), regia di Norman Jewison (1967)
- Ardenne '44, un inferno (Castle Keep), regia di Sydney Pollack (1969)
- Silent Night, Bloody Night, regia di Theodore Gershuny (1972)

### Televisione
- La parola alla difesa  (The Defenders) – serie TV (1962-1964)
- Assistente sociale (East Side/West Side) – serie TV, episodio 1x18 (1964)
- La grande vallata (The Big Valley) – serie TV, episodio 1x04 (1965)
- Squadra speciale anticrimine (The Felony Squad) – serie TV, episodio 1x07 (1966)
- Bonanza – serie TV, episodio 10x14 (1968)
- Missione impossibile (Mission: Impossible) - serie TV, episodio 3x15 (1969)
- Missione impossibile (Mission: Impossible) - serie TV, episodio 4x10 (1969)

## Doppiatori italiani
- Ferruccio Amendola in Ardenne 44, un inferno
- Sergio Tedesco ne La calda notte dell'ispettore Tibbs